# Luisa Amelia di Baden
Luisa Amelia Stefania di Baden (Schwetzingen, 5 giugno 1811 – Karlsruhe, 19 luglio 1854) è stata una nobile e principessa svedese.

## Biografia
Era la primogenita di Carlo II di Baden, e di sua moglie, Stefania di Beauharnais, figlia adottiva di Napoleone Bonaparte. I suoi nonni paterni erano Carlo Luigi di Baden e Amalia d'Assia-Darmstadt.

## Matrimonio
Sposò, il 9 novembre 1830, il suo primo cugino Gustavo di Vasa, figlio e presunto erede di Gustavo IV Adolfo di Svezia, esiliato con la sua famiglia nel Baden; il matrimonio venne celebrato a Karlsruhe. Ebbero due figli:
- Luigi (Vienna, 3 marzo 1832-Vienna, 7 marzo 1832);
- Carola Federica Francesca (Schönbrunn, 5 agosto 1833-Dresda, 15 dicembre 1907).

Il loro matrimonio, come la maggior parte delle alleanze del tempo, era un matrimonio politico ed infelice. 
Di fatto, Luisa Amelia e suo marito non divennero mai regnanti di Svezia: Gustavo IV Adolfo fu spinto ad abdicare il 29 marzo 1809 e gli stati generali, pressati dall'esercito svedese, dichiararono che non solo Gustavo, ma tutta la sua famiglia dovesse essere esclusa dal trono di Svezia. Il 5 giugno lo zio di Gustavo IV, Carlo Vasa, venne proclamato re dopo aver sottoscritto una nuova costituzione liberale (1809). Tutta la famiglia reale dovette recarsi in esilio e Gustavo mantenne soltanto il titolo di "principe Vasa".
Luisa Amelia e Gustavo divorziarono nel 1844.

## Morte
Morì il 19 luglio 1854 a Karlsruhe.

## Ascendenza
|                                                     |                                                      |                                                       | Genitori                                                    |  |  | Nonni |  |  | Bisnonni                             |  |  | Trisnonni                                          |  |
|                                                     |                                                      |                                                       |                                                             |  |  |       |  |  | 8. Carlo Federico, granduca di Baden |  |  | 16. Federico, principe ereditario di Baden-Durlach |  |
|                                                     |                                                      |                                                       |                                                             |  |  |       |  |  | 8. Carlo Federico, granduca di Baden |  |  | 16. Federico, principe ereditario di Baden-Durlach |  |
|                                                     |                                                      | 17. Amalia di Nassau-Dietz                            |                                                             |  |  |       |  |  | 8. Carlo Federico, granduca di Baden |  |  |                                                    |  |
| 4. Carlo Luigi, principe ereditario di Baden        |                                                      |                                                       |                                                             |  |  |       |  |  | 8. Carlo Federico, granduca di Baden |  |  |                                                    |  |
|                                                     |                                                      | 9. Carolina Luisa d'Assia-Darmstadt                   | 18. Luigi VIII, langravio d'Assia-Darmstadt                 |  |  |       |  |  |                                      |  |  |                                                    |  |
|                                                     |                                                      | 9. Carolina Luisa d'Assia-Darmstadt                   | 18. Luigi VIII, langravio d'Assia-Darmstadt                 |  |  |       |  |  |                                      |  |  |                                                    |  |
|                                                     |                                                      | 9. Carolina Luisa d'Assia-Darmstadt                   | 19. Carlotta di Hanau-Lichtenberg                           |  |  |       |  |  |                                      |  |  |                                                    |  |
| 2. Carlo II, granduca di Baden                      |                                                      | 9. Carolina Luisa d'Assia-Darmstadt                   |                                                             |  |  |       |  |  |                                      |  |  |                                                    |  |
|                                                     |                                                      | 10. Luigi IX, langravio d'Assia-Darmstadt             | 20. Luigi VIII, langravio d'Assia-Darmstadt (= 18)          |  |  |       |  |  |                                      |  |  |                                                    |  |
|                                                     |                                                      | 10. Luigi IX, langravio d'Assia-Darmstadt             | 20. Luigi VIII, langravio d'Assia-Darmstadt (= 18)          |  |  |       |  |  |                                      |  |  |                                                    |  |
|                                                     |                                                      | 10. Luigi IX, langravio d'Assia-Darmstadt             | 21. Carlotta di Hanau-Lichtenberg (= 19)                    |  |  |       |  |  |                                      |  |  |                                                    |  |
| 5. Amalia d'Assia-Darmstadt                         |                                                      | 10. Luigi IX, langravio d'Assia-Darmstadt             |                                                             |  |  |       |  |  |                                      |  |  |                                                    |  |
|                                                     |                                                      | 11. Carolina del Palatinato-Zweibrücken-Birkenfeld    | 22. Cristiano III, conte palatino di Zweibrücken-Birkenfeld |  |  |       |  |  |                                      |  |  |                                                    |  |
|                                                     |                                                      | 11. Carolina del Palatinato-Zweibrücken-Birkenfeld    | 22. Cristiano III, conte palatino di Zweibrücken-Birkenfeld |  |  |       |  |  |                                      |  |  |                                                    |  |
|                                                     |                                                      | 11. Carolina del Palatinato-Zweibrücken-Birkenfeld    | 23. Carolina di Nassau-Saarbrücken                          |  |  |       |  |  |                                      |  |  |                                                    |  |
| 1. Luisa Amelia di Baden                            |                                                      | 11. Carolina del Palatinato-Zweibrücken-Birkenfeld    |                                                             |  |  |       |  |  |                                      |  |  |                                                    |  |
|                                                     | 12. Claude de Beauharnais, conte des Roches-Baritaud | 24. Claude de Beauharnais, conte des Roches-Baritaud  |                                                             |  |  |       |  |  |                                      |  |  |                                                    |  |
|                                                     | 12. Claude de Beauharnais, conte des Roches-Baritaud | 24. Claude de Beauharnais, conte des Roches-Baritaud  |                                                             |  |  |       |  |  |                                      |  |  |                                                    |  |
|                                                     | 12. Claude de Beauharnais, conte des Roches-Baritaud | 25. Renée Hardouineau                                 |                                                             |  |  |       |  |  |                                      |  |  |                                                    |  |
| 6. Claude de Beauharnais, conte des Roches-Baritaud | 12. Claude de Beauharnais, conte des Roches-Baritaud |                                                       |                                                             |  |  |       |  |  |                                      |  |  |                                                    |  |
|                                                     |                                                      | 13. Fanny di Beauharnais                              | 26. François-Abraham-Marie Mouchard                         |  |  |       |  |  |                                      |  |  |                                                    |  |
|                                                     |                                                      | 13. Fanny di Beauharnais                              | 26. François-Abraham-Marie Mouchard                         |  |  |       |  |  |                                      |  |  |                                                    |  |
|                                                     |                                                      | 13. Fanny di Beauharnais                              | 27. Anne-Louise Lazure                                      |  |  |       |  |  |                                      |  |  |                                                    |  |
| 3. Stefania di Beauharnais                          |                                                      | 13. Fanny di Beauharnais                              |                                                             |  |  |       |  |  |                                      |  |  |                                                    |  |
|                                                     |                                                      | 14. Claude, III marchese de Lézay-Marnésia            | 28. Francois Gabriel, II marchese de Lézay-Marnésia         |  |  |       |  |  |                                      |  |  |                                                    |  |
|                                                     |                                                      | 14. Claude, III marchese de Lézay-Marnésia            | 28. Francois Gabriel, II marchese de Lézay-Marnésia         |  |  |       |  |  |                                      |  |  |                                                    |  |
|                                                     |                                                      | 14. Claude, III marchese de Lézay-Marnésia            | 29. Charlotte Antoinette de Bressey                         |  |  |       |  |  |                                      |  |  |                                                    |  |
| 7. Claudine de Lézay-Marnésia                       |                                                      | 14. Claude, III marchese de Lézay-Marnésia            |                                                             |  |  |       |  |  |                                      |  |  |                                                    |  |
|                                                     |                                                      | 15. Marie-Claudine de Nettancourt, dama de Vaubécourt | 30. Gaston Jean Baptiste Charles de Nettancourt-Vaubécourt  |  |  |       |  |  |                                      |  |  |                                                    |  |
|                                                     |                                                      | 15. Marie-Claudine de Nettancourt, dama de Vaubécourt | 30. Gaston Jean Baptiste Charles de Nettancourt-Vaubécourt  |  |  |       |  |  |                                      |  |  |                                                    |  |
|                                                     |                                                      | 15. Marie-Claudine de Nettancourt, dama de Vaubécourt | 31. Yolande Madeleine de Nettancourt de Passavant           |  |  |       |  |  |                                      |  |  |                                                    |  |
|                                                     |                                                      | 15. Marie-Claudine de Nettancourt, dama de Vaubécourt |                                                             |  |  |       |  |  |                                      |  |  |                                                    |  |